# Facebook Messenger
Facebook Messenger是一個提供文字和語音服務的即時通訊軟件／應用程式，於2011年8月9日發表，用戶可以透過網站或移動裝置向其他用戶傳送文字、圖片、動畫、語音和短片等多媒体訊息（甚至進行語音通話），而無需額外付費。於2014年11月，Facebook表示，Facebook Messenger已有約12億用户。

## 歷史

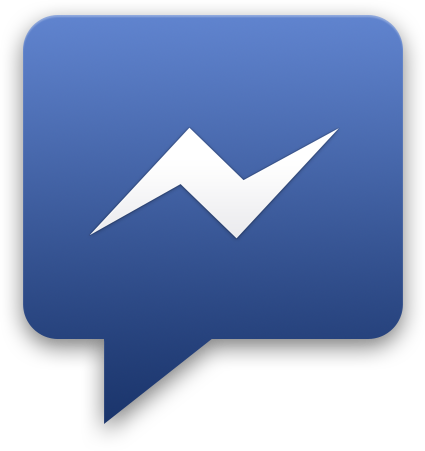
2011年

2013年至2018年

2018年至2020年

2020年至2025年

2025年2月至今

## 新闻
2018年8月17日，路透新闻称：
三位知情消息人士说，美国政府正在试图迫使Facebook(FB)破解其Messenger应用程序中的加密，以便执法部门可以在刑事调查过程中监听嫌疑人的语音对话。

## 中國大陸封鎖
依據GreatFire測試，其主網站在中國大陸被當局的網墻封鎖，即當地網民無法正常訪問該網站，2016年2月或更早起遭受封鎖至今。
截至目前，中国大陆用户仅需更改DNS服务器至境外公共DNS服务器（如Google Public DNS、Quad9）即可访问，但是无法验证端到端加密的密码，且访问速度不是很快，文字讯息需要等待约10秒才可送达。通话功能亦可用。